# Hyperiidea
Hyperiidea sind eine Unterordnung der Flohkrebse (Amphipoda).

## Merkmale
Die Tiere sind 2 bis 35 mm groß. Sie zeichnen sich durch ihre großen Augen, die oft den größten Teil des Kopfes ausmachen, und ihre oft kugelähnliche Gestalt aus. Die männlichen Tiere sind etwas schlanker.

## Lebensraum und Verbreitung
Im Unterschied zu den anderen Unterordnungen der Flohkrebse sind die Hyperiidea ausschließlich im Meer beheimatet, wo sie planktontisch leben und die Küstennähe meiden. 
Hyperiidea sind in vielen Ozeanen, zu finden. 69 Arten sind im Südlichen Ozean beschrieben.

## Ernährung
Die meisten Arten ernähren sich von Salpen und Quallen oder parasitieren auf diesen. Themisto gaudichaudii und einige verwandte Arten jagen jedoch Ruderfußkrebse (Copepoden) und andere im Plankton treibende Tiere von einer Länge bis zu ihrer eigenen Körpergröße.

## Taxonomie
Es sind 233 Arten beschrieben.
Diese werden in die folgenden 20 Familien gestellt (manchmal werden auch 23 Familien unterschieden):
- Lanceolidae
- Chuneolidae
- Microphasmidae
- Archaeoscinidae
- Scinidae
- Mimonectidae
- Proscinidae
- Cystisomatidae
- Vibiliidae
- Paraphronimidae
- Hyperiidae
  - Quallenflohkrebs (Hyperia galba)
- Dairellidae
- Phronimidae
- Phrosinidae
- Lycaeopsidae
- Anapronoidae
- Lycaeidae
- Oxycephalidae
- Platyscelidae
- Parascelidae